# Huilliches

Bandera del Consejo General de Caciques de Chiloé.

Pueblos indígenas de Chile

Los huilliches (del mapudungún: williche ‘gente del sur’) son indígenas de Chile, que forman la rama austral del pueblo mapuche. Habitan principalmente en las regiones de Los Ríos y de Los Lagos.

## Etimología del nombre
En mapudungun, williche quiere decir “gente del sur”, pues se ubican al sur del grupo mapuche más numeroso, que habita en las regiones de La Araucanía y Los Ríos.
El área que históricamente se ha reconocido como territorio mapuche-huilliche, está ubicado desde Valdivia al sur (Latcham, 1930; en Alcamán, 1997). Por ello, a pesar de las diferencias culturales con los grupos mapuches al norte del territorio huilliche, la denominación huilliche (gente del sur) no correspondería, entonces, a una denominación étnica sino exclusivamente de carácter geográfico;
como ha sucedido con otras entidades regionales que se identifican como parte del pueblo mapuche. Actualmente se emplea genéricamente la denominación mapuche-huilliche para identificar a las comunidades ubicadas principalmente en la Región de Los Lagos y a los indígenas provenientes de ella, además de algunas comunidades emplazadas en la Isla Grande de Chiloé.

## Ubicación
A la llegada de los españoles poblaban la Depresión Intermedia desde el río Toltén hasta el centro de Chiloé, en lo que hoy son las provincias de Valdivia, Ranco, Osorno, Llanquihue y Chiloé. Algunos siglos antes del arribo de los conquistadores españoles en el s. XVI, una parte de los huilliches se trasladó al norte y centro de la isla Grande de Chiloé, donde entraron en contacto y se mezclaron con pueblos canoeros (chonos), y adquirieron algunos rasgos culturales de ellos, tales como la economía de caza y recolección de recursos marinos. Parte de los indígenas hablantes de mapudungun en Chiloé y áreas vecinas fueron llamados cuncos y payos por los españoles y no existe consenso acerca de cuáles habrían sido sus rasgos distintivos y si fueron en sus orígenes pueblos aculturados por los Huiliches.
La historiografía chilena ha conocido el área huilliche como “el sur de la Araucanía” o “el sur de la Frontera del Bío-Bío”. Sin embargo historiadores como Sergio Villalobos, notan una diferencia, describiéndolo como un territorio que, “ha tenido también una larga historia fronteriza que comenzó en tempranos años de la conquista con la fundación de Valdivia y Osorno”. Por ello el territorio huilliche se presentaría como un territorio con características distintivas respecto del territorio de Arauco.
Referente al actual territorio argentino, habría sido habitado por huilliches provenientes del oeste de los Andes, los cuales serían posteriormente conocidos como "Huiliches serranos", y luego conocidos como "manzaneros". Habitaron al oriente de la cordillera de los Andes en territorio neuquino desde el río Agrio al río Limay. Por el norte se hallaban sus enemigos pehuenches. Se expandieron hacia el sur de la Provincia de Mendoza desplazando a los pehuenches. Sin embargo, hay teorías que también sostienen que estos huilliches surgieron parcial o totalmente de un proceso de araucanización de grupos tehuelches o que, al igual que los pehuenches, habrían sido originalmente huárpidos relacionados con los puelches algarroberos de Cuyo.

### En la actualidad
En la actualidad, se considera huilliche la población indígena que habita desde la Provincia de Valdivia hasta el sur de Chiloé.
En Chile las comunidades actuales se encuentran ubicadas principalmente en la costa de Osorno Maicolpué, San Juan de la Costa, Pucatrihue, Caleta Huellelhue y Caleta Cóndor, y el archipiélago de la Isla Grande de Chiloé, pudiéndose en esas zonas observar muchas de sus tradiciones ancestrales y formas de vida.
En la República Argentina las comunidades huilliches se encuentran ubicadas en los departamentos Lácar, Collón Curá, Huiliches y Catán Lil de la Provincia del Neuquén.

## Historia

### Culturas precedentes
Anterior a la aparición en la zona del territorio huilliche los primeros restos arqueológicos asociados a su cultura propiamente tal son más actuales, los primeros vestigios de presencia humana más antiguos fueron hallados en el sitio arqueológico Pilauco Bajo y Monte Verde, vestigios con fecha aproximada de hasta hace por lo menos 12 500 años de antigüedad estos restos no corresponden a la etnia huilliche como tal, fueros otros grupos humanos que coexistieron con fauna y megafauna actualmente extinta y que presentaban una organización socioeconómica de bandas dedicadas a la caza y recolección.
Posteriormente, el primer desarrollo agroalfarero en esta zona correspondería a la cultura del Complejo Pitrén, con fechas entre el 300 y 1200 d. C., quienes ocuparon el área comprendida entre el Bío Bío y el Reloncaví, desde la cordillera de los Andes hasta el océano Pacífico.

### Origen
Hay diferentes teorías del origen de los mapuches. La antigua teoría que gozó de aceptación durante gran parte del siglo XX fue postulada por Ricardo E. Latcham y describe que, originariamente, tanto huilliches como picunches eran un solo grupo, autóctono del territorio, y que un pueblo guerrero procedente del este se insertó en medio de ellos y dio origen a los mapuches de la Araucanía.
Sin embargo en los últimos años también se ha postulado que grupos recolectores autóctonos fueron la base del origen y asentamiento de la cultura mapuche, y que uno de estos grupos se erigió y/o influyó sobre el resto, propagando su lenguaje y sus creencias, y que las diferencias que se presentan entre los grupos denominados por los historiadores picunches, huilliches y mapuches o araucanos se deben principalmente a los efectos producidos por las diferencias geográficas y el contacto e influencia con los pueblos vecinos no mapuches.

### Llegada de los españoles, y periodo colonial de Chile
Posteriormente a la llegada de los españoles, después de la muerte de Pedro de Valdivia, los huilliches, en alianza con los puelches de la cordillera, se suman al alzamiento general mapuche en toda la zona sur. Este hecho provocaría el Desastre de Curalaba.
Igualmente los chono- huilliches de Chiloé o "veliches" se levantarían en armas contra los españoles en 1600, en alianza con el neerlandés Baltazar de Cordes, y luego contra los encomenderos en la rebelión de 1712; en ambos casos fracasaron y sufrieron fuertes represalias de las autoridades coloniales.
Como consecuencia de este alzamiento huilliche, su territorio principalmente desde el sur del río Bueno, se comportaba en esa época como prefrontera, en cuanto no existía en él relación hispano-india; siendo una frontera cerrada en torno a la cual circulaban leyendas inverosímiles, como la de la Ciudad de los Césares, llamados en la zona “osornenses”, habitantes de una ciudad trashumante que existía en el imaginario chilote y valdiviano. En cambio las tierras llanas al norte del río Bueno, en la jurisdicción de Valdivia, estaban en manos de varios caciques huilliches, conocidos entre los valdivianos como "llanistas" por ocupar el valle central; y estos no participaron en el levantamiento de principios del siglo XVIII en la frontera del Bío-Bío, y en cambio, desde la segunda mitad de dicho siglo habían comenzado a mostrar incipientes buenas relaciones de paz e intercambio con los habitantes de la Plaza de Valdivia, ofreciendo bastimentos y auxiliando a los valdivianos en sus cortas y esporádicas exploraciones.
Respecto a presencia esporádica en la zona, a pesar de que desde la Plaza de Valdivia era más fácil el acceso hacia la zona, fueron los españoles de Chiloé los que en el siglo XVII mantuvieron mayor contacto con este territorio por medio de malocas esclavistas, manteniendo en una época una frontera “de guerra viva”. Los vecinos de Chiloé siempre vieron su extensa frontera norte continental como una tierra por “pacificar” y recuperar, por estar dentro de su jurisdicción. En el siglo XVIII eran a los descendientes de los osornenses “a quienes creen los indios con algún derecho a poseer aquellas tierras propias de los antepasados de éstos”. Como consecuencia de estas malocas, los huilliches terminaron por abandonar los terrenos vecinos a los fuertes chilotes, de tal manera que en el siglo XVIII se consideraba deshabitado el territorio boscoso que mira a Chiloé e incluso poco poblados los llanos de Osorno. Las malocas españolas posteriormente dejaron de realizarse solo porque la Capitanía General lo ordenó; poniéndose así fin a las campeadas chilotas que buscaban venganza y esclavos para restaurar el honor del revés sufrido por el abandono de la ciudad de Osorno.
A fines del siglo XVIII en virtud de la real orden de 1784, al encomendarse la apertura del Camino Real para unir los territorios del Gobierno de Valdivia con el del Gobierno de Chiloé, para ello el gobernador de Valdivia Mariano Pusterla postulaba la vía pacífica; mientras que el gobernador de Chiloé Francisco Hurtado (a quien se le había ordenado oficialmente la apertura del camino) planteaba la guerra contra los Huilliches, como había sucedido con los Mapuches en el resto de los territorios de la guerra de Arauco, y la recuperación de las ruinas de Osorno.
Debido a ello, a fines del 1787 los caciques Tangol y Catriguala que “ocupaban y mandaban los terrenos entre Río Bueno y Chiloé” acudieron a visitar al gobernador de Valdivia para reafirmar la paz, porque según él mismo, habían tenido noticias de los preparativos bélicos desde Chiloé y buscaban el apoyo de la Plaza en razón de amigos y aliados. Es así como el 24 de febrero de 1789 representantes huilliches junto a autoridades de la Corona española realizaron el Tratado de Paz de Río Bueno, a orillas del río Bueno. En este tratado los Huilliches ofrecen en ese momento por su parte además de permitir a los españoles ocupar las ruinas de Osorno, igualmente facilitarían la apertura del Camino Real a Chiloé.
Sin embargo posteriormente se produciría el alzamiento huilliche de Río Bueno, el 20 de septiembre de 1792, el cual terminó propiciando la firma de un tratado entre los representantes huilliches junto a autoridades de la Corona española, realizado en el Parlamento de Las Canoas (Rahue), celebrado el 8 de septiembre de 1793; con lo cual se formaría posteriormente el Gobierno de Osorno en esta parte del territorio huilliche.
A partir de estos tratados, en la zona del territorio huilliche comenzaría un proceso de recolonización española a partir del año 1795, fecha en que comienza a establecerse la propiedad hacendal en la zona; y ya al finalizar la colonia, los españoles hacendados en Valdivia tomarían posesión de la totalidad de los llanos existentes al norte del río Bueno, comenzando la expansión española hacia el sector del río Calle-Calle y también a San José de la Mariquina, al norte de Valdivia. Posteriormente, al sur del río Bueno se establecerían las haciendas de El Pilar, Cateu, Quilacahuin, El Roble, Bella Vista, Curaco, Conta y Chan Chan. Es así como a fines de la colonia se conservan en manos huilliches pequeñas propiedades en el llano y gran parte del territorio de la costa, específicamente el gran espacio geográfico que se extiende entre los ríos Rahue y Negro por el Este, el sector de Hueyusca (en Purranque) por el Sur, el río Bueno por el Norte, y el Océano Pacífico por el poniente. Este proceso de adquisición de tierras indígenas previo a la independencia de Chile, marca la diferencia en la historia de la propiedad en el territorio huilliche respecto a la zona de la Araucanía (zona en que se produciría la posterior Ocupación de la Araucanía).

### Inicio de la República de Chile
Es así como a comienzos del siglo XIX luego de la independencia de Chile, producto de los hechos ocurridos durante la Colonia, aunque la jurisdicción de Valdivia (Antigua provincia de Valdivia) incluía hasta Osorno y Río Bueno en el sur; y la jurisdicción de Chiloé (Provincia de Chiloé) incluía en el norte a Llanquihue, solo se hallaban habitadas por los descendientes de los españoles, las ciudades y los alrededores de Valdivia, Río Bueno y Osorno y el Archipiélago de Chiloé, y algunos lugares del trazado del Camino Real, además de las riberas del canal de Chacao, en particular Carelmapu y las islas del archipiélago de Calbuco, y algunas zonas costeras más cercanas a Osorno. Así el resto de esta zona del territorio ancestral huilliche estaría en esa época solo habitada por las comunidades huilliches.
Posteriormente, ya establecida la república de Chile, la Colonización de Llanquihue, y el crecimiento y expansión de las ciudades y pueblos, llevarían a la actual distribución de las comunidades huilliches en la zona; que significó finalmente el arrinconamiento de la población originaria hacia la costa y la cordillera. Ello ya que la experiencia colonizadora sobre el territorio indígena huilliche estaba el desconocimiento del concepto de ocupación del espacio propio que tiene el pueblo mapuche-huilliche, quienes vivían a orillas de los ríos y lagos de forma permanente, pero cuyo territorio se extiende hacia otras zonas, como las zonas cordilleranas, hasta donde acceden solo temporalmente en busca de recursos de caza, recolección y pastoreo. Así, la visión colonizadora combinó conceptos de asentamiento y posesión, considerando que las zonas de los bosques no estaban pobladas o solo poblada en algunos sectores; por lo cual se concluyó que donde no existían viviendas se considerarían a esos terrenos como baldíos; y por lo tanto, propiedad del fisco chileno.
El 23 de abril la escritora chileno-huilliche, Graciela Huinao, se convierte en la primera mujer indígena en ingresar a la Academia Chilena de la Lengua.

## Lengua
Los huilliches hablaban una variante del mapudungun, con diferencias de pronunciación y de vocabulario. La variedad que actualmente se habla en Osorno y el Ranco se conoce como chesungun (del chesungun: che sungun ‘lengua de la gente’), también llamado chedungun, tsesungun o huilliche. Es un dialecto que está muy influido por el castellano y se habla en unos pocos lugares de las provincias de Osorno, Ranco y Chiloé. Según SIL International, se trataría de una lengua separada, pues su inteligibilidad con el mapudungun central es escasa. La variedad que se hablaba en Chiloé hasta principios del siglo XX suele recibir la denominación de "veliche", mismo nombre que a veces se le da a los huilliches de Chiloé.

## Organización social
Se organizaban en familias extendidas que reconocen la autoridad de un lonco. Su estructura es patrilineal. Su población siempre fue más pequeña que las de los mapuches de la Araucanía, y comúnmente no se les asocia una habilidad guerrera, aunque igualmente participaron en la lucha y rebeliones contra los conquistadores, particularmente en la rebelión de 1598, cuando sitiaron y destruyeron las ciudades de Valdivia y Osorno.

## Vestimenta
La vestimenta de los huilliches, consistía en prendas tejidas con lanas de oveja y cuero de vacuno (tamangos); generalmente sus ropas eran todas tejidas en lana y mantas a telar gorros de lana por el frío, teñidas con fibras vegetales por las mujeres. La vestimenta actual no difiere de la que usan otros chilenos en lugares o situaciones similares.

## Vivienda y alimentación
Las viviendas, semejantes a las rucas, eran confeccionadas con varas y tablas cubiertas con ramas y orientadas hacia el este. Estas duraban entre 10 y 12 años.
Sus alimentos principales eran la papa, el maíz y el poroto, pero también cazaban, pescaban y recolectaban mariscos y algas marinas.

## Actividades económicas
Desarrollaban actividades de agricultura. Una de sus grandes virtudes fue la variedad de cultivos que fueron capaces de producir, entre ellos el maíz y la papa, cuya subespecie del sur de Chile fue cultivada primero por ellos.
Dentro de sus actividades económicas también sobresalía la ganadería de auquénidos: la crianza de chilihueques los abastecía de carne, piel y lana para sus tejidos.
Igualmente obtenían alimentos del mar. Los huilliches que realizaban esta última actividad, recibían el nombre de mareros; estos eran los encargados de realizar la pesca y la recolección de mariscos y otros productos del mar.
Su llegada a la Isla Grande de Chiloé les permitió desarrollar una pesca en embarcaciones como las dalcas o piraguas, hechas de tres tablas. Lanzaban desde las dalcas 12 redes con las que pescaban mariscos.
En la actualidad, las comunidades de los sectores costeros realizan como actividades la pesca y recolección de mariscos, la fabricación de tejuelas de alerce y el ecoturismo. En el ecoturismo destaca su participación en el Área marina y costera Lafken Mapu Lahual.

## Religión
En relación con las creencias, manifestaciones, cuentos, leyendas y mitos de este pueblo, las creencias conocidas, han sido influenciadas en mayor o menor medida por las creencias cristianas traídas por los conquistadores, de la misma manera que lo sucedido en otras etnias mapuches.
Gran parte de sus mitos son similares o los mismos que son asociados a las creencias mapuches. Así, para los huilliches también tienen gran importancia los alwe, que son los espíritus de los muertos, que ellos entienden más bien como los espíritus de los antepasados.
Entre las diferencias que se presentan con las otras etnias mapuches, es que para ellos fue Chaotroquin (el equivalente huilliche de Ngenechén), quien creó al Huilliche.
Igualmente dentro de la mitología específicamente huilliche un mito especialmente importante de las comunidades costeras de la Provincia de Osorno, es el mito del "abuelito Huenteao" o "abuelito Huenteyao"; que de acuerdo a la tradición habitaría en la costa de Pucatrihue (provincia de Osorno). Es a él a quien los huilliches de la zona piden permiso para realizar el guillatún; y más específicamente es en Pucatrihue el lugar donde las comunidades huilliches de Osorno van a pedir permiso. Siendo este lugar el referente de la identidad étnica de la comunidad huilliche de San Juan de la Costa, y su punto de inicio con su integración con el pichilafquenmapu (del mapudungún: pichilafquenmapu ‘pequeño territorio de la costa’) (comunidades de la provincia de Osorno).
Además entre sus creencias destaca una en particular, la del rey inca Atahualpa, según este mito el inca fue descuartizado y su cabeza enterrada en el Cuzco, pero sus cabellos siguen creciendo en la dirección de los demás miembros y un día el cuerpo volverá a integrarse y Atahualpa regresará para restaurar el orden del mundo andino quebrado por la invasión española, así retornará la dicha para los pueblos huilliches y todo estará en orden. Es una especie de mesianismo andino, influenciado por el cristianismo.

## Huilliches conocidos
- Caicumeo.
- Antonio Güenteo, lonco de Chiloé.
- Graciela Huinao, poeta.
- Jaime Luis Huenun, escritor.
- José Santos Lincomán, lonco y poeta.
- Emilia Nuyado Ancapichún, diputada.
- Aracely Leuquén, diputada.
- Neddiel Muñoz Millalonco, actriz, poeta y cantautora.
- Rosario Hueicha, Cantautora
- Hugo Antipani, Profesor de lengua huilliche.